# Parc Nacional del Desembarco del Granma
El Parc Nacional desembarco del Granma és un parc nacional situat al sud-est de Cuba, en el que avui en dia es coneix com a Província de Granma. El parc és anomenat així a causa del iot en el qual Fidel Castro, el Che Guevara, Raül Castro, i 79 dels seus partidaris van navegar des de Mèxic a Cuba el 1956 i van incitar la Revolució Cubana.

## Descripció
Constitueix conjuntament amb el sistema de Maisí també a l'orient del país el més gran i més conservat exponent mundial dels sistemes de terrasses marines (emergides i submergides) sobre roques calcàries, considerant-se un dels llocs més notables de l'arxipèlag cubà, tant pels seus valors naturals, com per haver estat escenari de rellevants esdeveniments històric cultural.
Al Parc Nacional Desembarcament del Granma, pràcticament tot el sistema de terrasses presenta un estat totalment natural, ja que les condicions extremes de relleu, clima, i biota, impedeixen la seva accessibilitat i utilització per l'home i per altres espècies, per tant aquests llocs es mantenen íntegres en la composició de les seves comunitats faunístiques i florístiques.

## Flora
De les formacions vegetals existents en destaca el complex de vegetació de terrasses, que, juntament amb la bardissa xeromorfa costanera allotgen el major nombre d'espècies endèmiques on apareixen prop de 500 espècies de flora amb un 60% d'endemisme, d'ells més de 12 locals.

## Fauna
Amb relació a la seva fauna, entre les espècies més importants pel seu nivell d'endemisme local o grau d'amenaça s'ha de destacar una espècie de mol·luscs terrestres, la Polymita venusta. Una altra espècie de gran importància és la Sargantana de la fullaraca, (crycosaura típica), gènere endèmic monotípic cubà i en perill d'extinció de la família Xantusidae, els parents més propers de la qual (gènere Klauberina) habiten a les Illes del Canal al sud de Califòrnia.
Aquesta espècie és endèmica, pràcticament local al Parc de Desembarcament del Granma. Altres espècies importants són: (Ligus Vitattus), bell mol·lusc endèmic local d'una de les terrasses de Desembarcament del Granma; el cuajonc becgroc (Phaethon lepturus), au marina que sol nidificar a Cuba en alguns llocs del Parc Nacional del Desembarcament del Granma; el Colom Perdiu (Starnoenas Cyanocephala) gènere endèmic monotípic cubà en perill d'extinció, amb molt bones poblacions aquí; el Manatí (Trichechus manatus manatus), mamífer marí en perill d'extinció; la Cotorra (Amazona Leucocephala), les 4 espècies de quelonis marins reportats per a Cuba (Caretta caretta, Chelonia mydas, Lepidochelis olivacea i Eretmochelis imbricata); l'Alvocat Cimarron (Dendrocereus nudiflorus) cactus gegants els exemplars dels quals en aquesta àrea són dels majors de Cuba, amb edats estimades superiors als 500 anys, etc.